# Джонка
Джонка е традиционен китайски ветроходен кораб за плаване по реки и близо до морския бряг. Използва се широко и до днес в Югоизточна Азия. Не е ясно кога точно биват изобретени, но се знае, че по времето на династията Хан вече се използват широко. Използват се от ранното средновековие за военни цели, а по-късно с тях се е плавало до Индия и Индонезия. Постепенно започват да се използват от всички народи в Източна Азия. Името на съда произлиза от южномински език – chuan (船, букв. „плавателен съд“).